# Fulenn
Fulenn è un singolo del cantante francese Alvan, pubblicato il 18 febbraio 2022 come secondo estratto dal primo album in studio Magma.

## Descrizione
Quinta traccia del disco, il brano ha visto la partecipazione del trio francese Ahez e presenta sonorità marcatamente elettroniche che uniscono techno e folk.

## Promozione
Il 16 febbraio 2022 è stato confermato che con Fulenn Alvan e le Ahez avrebbero preso parte a Eurovision France, c'est vous qui décidez 2022, il programma di selezione del rappresentante della Francia all'Eurovision Song Contest. Il brano è stato distribuito digitalmente due giorni più tardi. In occasione dell'evento, che si è svolto il 5 marzo 2022, sono risultati i vincitori sia del voto della giuria che del televoto, diventando di diritto i rappresentanti francesi a Torino. Fulenn è la seconda canzone eseguita in lingua bretone nella storia della manifestazione europea dopo Diwanit bugale di Dan Ar Braz & L'Héritage des Celtes, che ha rappresentato la Francia all'Eurovision Song Contest 1996.
Il successivo 14 maggio Alvan e le Ahez si sono esibiti nella finale eurovisiva, dove si sono piazzati al 24º posto su 25 partecipanti con 17 punti totalizzati.

## Tracce
Testi di Marine Lavigne, musiche di Alexis Morvan Rosius.
1. Fulenn – 2:46

## Classifiche
| Classifica (2022) | Posizione massima |
| ----------------- | ----------------- |
| Lituania          | 22                |